# C. J. Miles
Calvin Andre "C. J." Miles Jr (Dallas, 18 de março de 1987) é um jogador norte-americano de basquete profissional que atualmente joga pelo Indiana Pacers, disputando a National Basketball Association (NBA). Foi draftado em 2005 na segunda rodada pelo Utah Jazz.

## Estatísticas

### Temporada regular
| Ano     | Equipe    | PJ  | PT  | MPP  | %TC  | %3P  | %TL  | RPP | APP | ROB | TPP | PPP  |
| ------- | --------- | --- | --- | ---- | ---- | ---- | ---- | --- | --- | --- | --- | ---- |
| 2005-06 | Utah      | 23  | 0   | 8.8  | .368 | .250 | .750 | 1.7 | .7  | .3  | .1  | 3.4  |
| 2006-07 | Utah      | 37  | 13  | 10.1 | .345 | .219 | .609 | .9  | .7  | .3  | .1  | 2.7  |
| 2007-08 | Utah      | 60  | 13  | 11.5 | .479 | .390 | .788 | 1.3 | .9  | .5  | .1  | 5.0  |
| 2008-09 | Utah      | 72  | 72  | 22.5 | .459 | .352 | .876 | 2.3 | 1.5 | .6  | .2  | 9.1  |
| 2009-10 | Utah      | 63  | 28  | 23.8 | .429 | .341 | .695 | 2.7 | 1.7 | .9  | .3  | 9.9  |
| 2010-11 | Utah      | 78  | 19  | 25.2 | .407 | .322 | .811 | 3.3 | 1.7 | .9  | .5  | 12.8 |
| 2011-12 | Utah      | 56  | 14  | 20.4 | .381 | .307 | .794 | 2.1 | 1.2 | .8  | .3  | 9.1  |
| 2012-13 | Cleveland | 65  | 13  | 21.0 | .415 | .384 | .869 | 2.7 | 1.0 | .8  | .3  | 11.2 |
| 2013-14 | Cleveland | 51  | 34  | 19.3 | .435 | .393 | .853 | 2.0 | 1.0 | .9  | .3  | 9.9  |
| 2014-15 | Indiana   | 70  | 40  | 26.3 | .398 | .345 | .807 | 3.1 | 1.1 | .9  | .4  | 13.5 |
| 2015-16 | Indiana   | 64  | 24  | 22.9 | .409 | .367 | .750 | 2.7 | 1.0 | .8  | .5  | 11.8 |
| Total   |           | 639 | 270 | 20.6 | .416 | .352 | .799 | 2.4 | 1.2 | .8  | .3  | 9.7  |

### Playoffs
| Ano   | Equipe  | PJ | PT | MPP  | %TC  | %3P  | %TL  | RPP | APP | ROB | TPP | PPP  |
| ----- | ------- | -- | -- | ---- | ---- | ---- | ---- | --- | --- | --- | --- | ---- |
| 2007  | Utah    | 1  | 0  | 3.0  | .000 | .000 | .500 | .0  | .0  | .0  | .0  | 1.0  |
| 2008  | Utah    | 7  | 0  | 3.7  | .357 | .250 | .000 | .7  | .0  | .3  | .0  | 1.7  |
| 2009  | Utah    | 5  | 0  | 11.6 | .300 | .250 | .750 | 1.4 | .2  | .4  | .2  | 3.4  |
| 2010  | Utah    | 10 | 10 | 33.7 | .443 | .326 | .897 | 2.5 | 2.8 | .6  | .6  | 14.4 |
| 2016  | Indiana | 7  | 0  | 13.1 | .263 | .100 | .667 | 3.4 | .6  | .1  | .1  | 3.4  |
| Total |         | 30 | 10 | 17.2 | .382 | .256 | .854 | 2.0 | 1.1 | .4  | .3  | 6.6  |